# Diana Ramona Marc
Diana Ramona Marc est une joueuse roumaine  de volley-ball née le 17 août 1979 à Baia Mare. Elle mesure 1,83 m et joue réceptionneuse-attaquante. 

## Clubs
| Club                    | Pays     | De        | À         |
| ----------------------- | -------- | --------- | --------- |
| Rapid Bucarest          | Roumanie | 1999-2000 | 1999-2000 |
| Polisportiva Solierese  | Italie   | 2000-2001 | 2000-2001 |
| Universal Carpi         | Italie   | 2001-2002 | 2002-2003 |
| Volley Modena           | Italie   | 2003-2004 | 2004-2005 |
| Jogging Volley Altamura | Italie   | 2005-2006 | 2005-2006 |
| Brunelli Volley         | Italie   | 2006-2007 | 2006-2007 |
| Rebecchi Lupa Piacenza  | Italie   | 2007-2008 | 2007-2008 |
| Monte Schiavo Jesi      | Italie   | 2008-2008 | 2008-2008 |
| Original Marines Milano | Italie   | 2008-2009 | 2008-2009 |
| Crema Volley            | Italie   | 2009-2010 | 2010-2011 |
| Verona Volley           | Italie   | 2011-2012 | 2011-2012 |
| Crema Volley            | Italie   | 2012-2013 | …         |